# Real de Catorce (álbum)
Real de Catorce es el nombre del álbum debut del grupo de blues mexicano homónimo. Fue publicado en 1987 por Discos La Mina y Discos Pueblo. De este material se desprenden sus sencillos más importantes y recordados: «Azul» y «Mujer sucia».

## Lista de canciones
Todas las canciones escritas por José Cruz Camargo:
- 1. Azul
- 2. Me miraba a los ojos
- 3. Flores en la ventana
- 4. Soledad y sol
- 5. El halcón
- 6. Paria's blues
- 7. Mujer sucia
- 8. El lobo

## Alineación
- José Cruz Camargo - Voz, armónica, guitarra
- José Iglesias - Guitarra y flauta
- Severo Viñas - Bajo eléctrico
- Fernando Abrego - Batería

## Posicionamiento en listas
| Publicación   | País           | Premio                                                  | Año  | Puesto |
| ------------- | -------------- | ------------------------------------------------------- | ---- | ------ |
| Región Cuatro | México         | Los 70 mejores discos de México                         | 2011 | 69     |
| Alborde       | Estados Unidos | Los 250 álbumes más importantes del Rock Iberoamericano | 2006 | 206    |